# Trois Cafés gourmands
Trois Cafés Gourmands est un groupe de musique français créé en 2013 par Mylène Madrias, Sébastien Gourseyrol et Jérémy Pauly. Après plusieurs années de succès régionaux, leur chanson À nos souvenirs émerge au niveau national à l’été 2018, alors que leur album Un air de rien devient no 1 du Top Album en France.

## Biographie
Mylène Madrias, Sébastien Gourseyrol et Jérémy Pauly se connaissent depuis l'enfance à Arnac-Pompadour. Mylène Madrias rêvait de chanter et, très vite, Jérémy Pauly l’accompagne à la guitare dans les fêtes de famille. À la fin de l’adolescence, Sébastien Gourseyrol les rejoint à la guitare afin de former un trio chantant des reprises dans quelques concerts locaux, comme au foyer rural de Concèze. Puis après le bac, sans se perdre de vue, leurs routes doivent néanmoins se séparer : Sébastien Gourseyrol devient professeur de mathématiques (à Paris puis Limoges), Jérémy Pauly devient ingénieur (après une école à Tarbes), tandis que Mylène Madrias s’inscrit au cours Florent puis embrasse une carrière artistique.

## Carrière du groupe

### Origines du groupe
En 2012, Sébastien Gourseyrol écrit sa première composition, À nos souvenirs, puis commence à écrire d’autres chansons et les propose à ses deux amis d’enfance. L’idée de reformer leur trio, mais avec des chansons originales, fait son chemin. En 2012, le trio chante alors, dans des restaurants ou sur quelques scènes d’été, sans avoir de nom encore, en mêlant reprises et chansons originales. À la fin de l’été 2012, le groupe se trouve son nom, après la suggestion d’un membre de la famille.

### Premiers enregistrements
À partir de juin 2013, de nouveaux concerts d’été permettent au groupe, désormais sous son nom définitif, de mieux se faire connaître en Corrèze.
Durant l’été suivant, les concerts continuent. Le groupe participe, à Brive, au concours « Tremplin jeunes talents », mais ne le gagne pas. En août 2014, un premier article dans la presse régionale leur est consacré. Si Mylène Madrias devient désormais chanteuse professionnelle à plein temps, Sébastien Gourseyrol et Jérémy Pauly continuent leur travail respectif en dehors de l’été. En novembre 2014, le groupe enregistre un premier CD autoproduit Des’illusions à l’aube afin de graver leurs chansons originales, incluant donc une première version à trois de À nos souvenirs.
En décembre 2015, ils enregistrent un nouvel album autoproduit Deuxième torréfaction, avec cette fois l’aide du site de crowdfunding KissKissBankBank. Ce CD inclut pour la première fois le titre Ainsi va la vie !.

### Intégration des musiciens et premiers succès régionaux
En 2016, le groupe s'agrandit avec l'arrivée d’un batteur, Sébastien Bugeaud, rencontré dans un restaurant, et de son ami contrebassiste, Nicolas Ferreira. Pour les spectacles en public, le guitariste et pianiste Yann Le Bleis rejoint le groupe sur scène. Les nouveaux membres, originaires de Haute-Vienne, contribuent à ajouter aux arrangements sur scène une couleur jazz manouche[source insuffisante].
En juin 2016, le groupe fait sa première télévision régionale lors d’un reportage qui leur est consacré sur France 3 Limousin. Durant l'été 2016, un LP six titres est enregistré, avec six titres anciens du groupe, mais avec des arrangements revus pour six musiciens. En novembre, leur premier clip Ainsi va la vie ! est tourné et diffusé[source insuffisante].
Ils donnent une trentaine de concerts en 2016.

## Médiatisation et albums suivants
À partir de 2017, les radios locales diffusent le titre À nos souvenirs. Des festivals d’été plus importants les invitent, dont les festivals de Brive, de Veyracomusies ou Sédières. En juillet, le clip de la chanson À nos souvenirs est mis en ligne. Fin 2017, il totalisait déjà plus de 800 000 vues. Le groupe annonce un nouvel album pour 2018 devant reprendre leurs principaux titres avec des arrangements plus élaborés.

### La consécration nationale
Le 27 janvier 2018 est marqué par un premier concert dans la salle du CCM John Lennon de Limoges, mais la carrière du groupe s’accélère brutalement quand ils sont contactés par le label indépendant national Play Two (Zaz, Grégoire, Maître Gims, etc.). Le groupe signe en juin pour une sortie nationale de leur single À nos souvenirs, ainsi que pour un album annoncé pour octobre 2018.
Désormais distribué par le label indépendant Play Two (Zaz, Grégoire, Maître Gims, Vitaa…), Trois Cafés Gourmands s'adjoint pour sa promotion les services de Francis Puydebois, qui a travaillé auparavant pour Matmatah et Louise Attaque à la fin des années 1990.[réf. nécessaire]
Trois Cafés Gourmands sort son quatrième album, « Un air de rien » à l’automne 2018. Toujours sous la direction de Jean Jacques Dumas, ils font appel aux mêmes musiciens que pour l'EP 6 titres: Francis Arnaud, Philippe Parant ou même Dominique Rieux avec l'appui de Antoine Reininger à la Basse. Pour l’occasion, le groupe sort « À nos souvenirs » en single et passe l’interpréter dans le NRJ Instant Live . Le titre se classe troisième des ventes.[réf. nécessaire]
Le single À nos souvenirs entre dans la playlist de plusieurs radios nationales, dont NRJ et RTL2 qui le diffusent fréquemment. Le succès est fulgurant durant l’été 2018, d’autant que le nombre de vues du clip se mesure rapidement en dizaines de millions. Le groupe réalise une série de concerts d’été dans le sud-ouest de la France,. Début septembre, le titre À nos souvenirs arrive à la seconde place du Top singles.
Le 9 septembre 2018 le groupe est invité avec ses musiciens, pour la première fois, sur une grande chaine télévisée nationale, dans l’émission Vivement dimanche de Michel Drucker,. Le 18 septembre 2018 le groupe se produit pour la première fois à l’Olympia comme invité lors de la 14e Nuit du rugby", diffusé sur Canal+ Sport en direct.
Le 5 octobre 2018 sort l'album Un air de rien reprenant 12 de leurs titres en version réarrangée et remasterisée : le trio considère cet album comme son vrai premier album, complètement abouti. En quelques jours seulement l’album se hisse à la première place du Top Albums, et ne tarde pas à devenir Disque de platine,, puis Double platine, , et Triple platine avec plus de 300 000 albums vendus.
Une grande tournée nationale, intitulée Un air détourné, commence le 1er mars 2019, pour se terminer fin 2019 avec une tournée des Zénith, et à Paris leur 1er Olympia en vedette le 2 décembre 2019.

Le groupe Trois Cafés Gourmands à l'Olympia le 2 décembre 2019
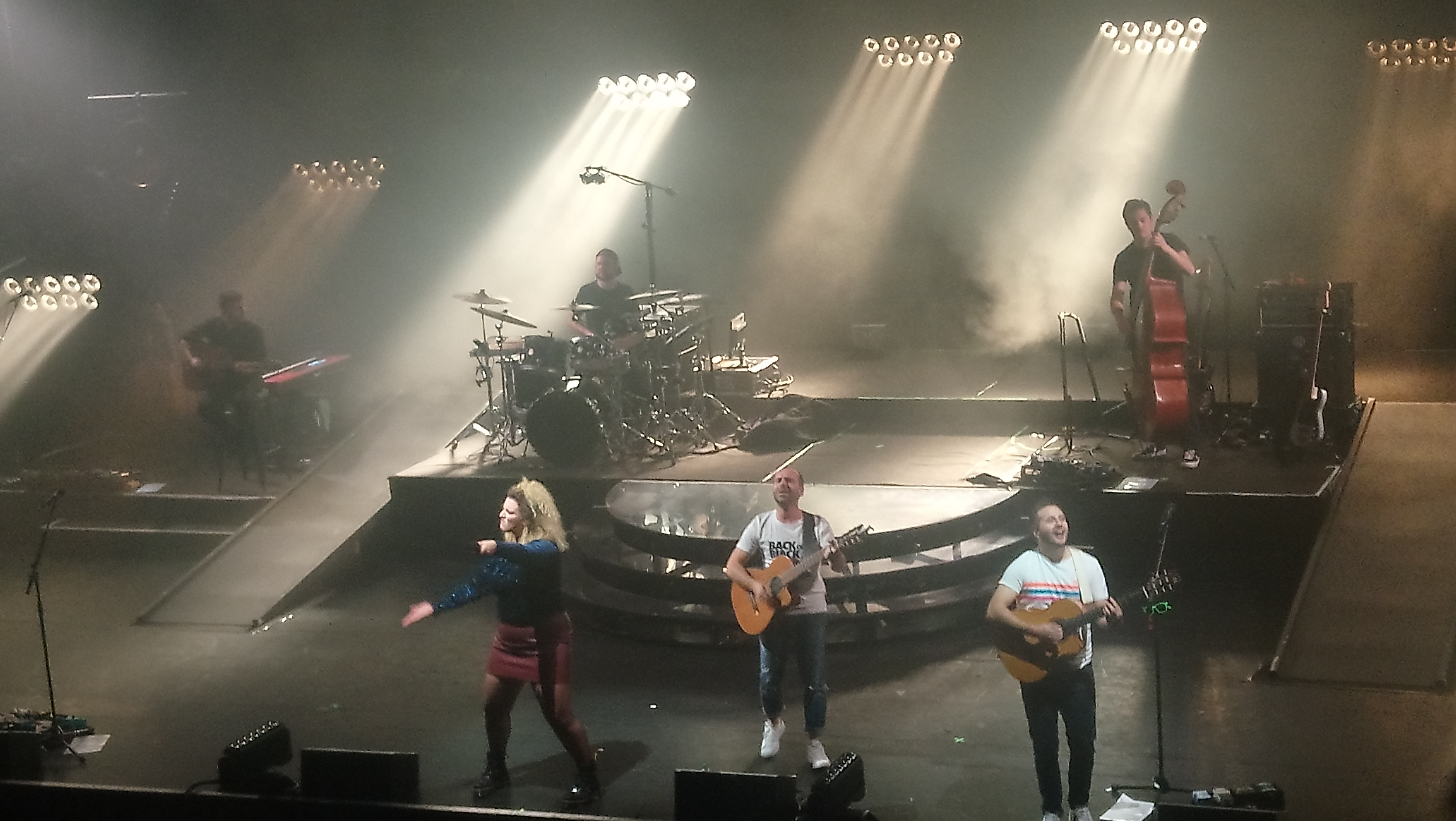
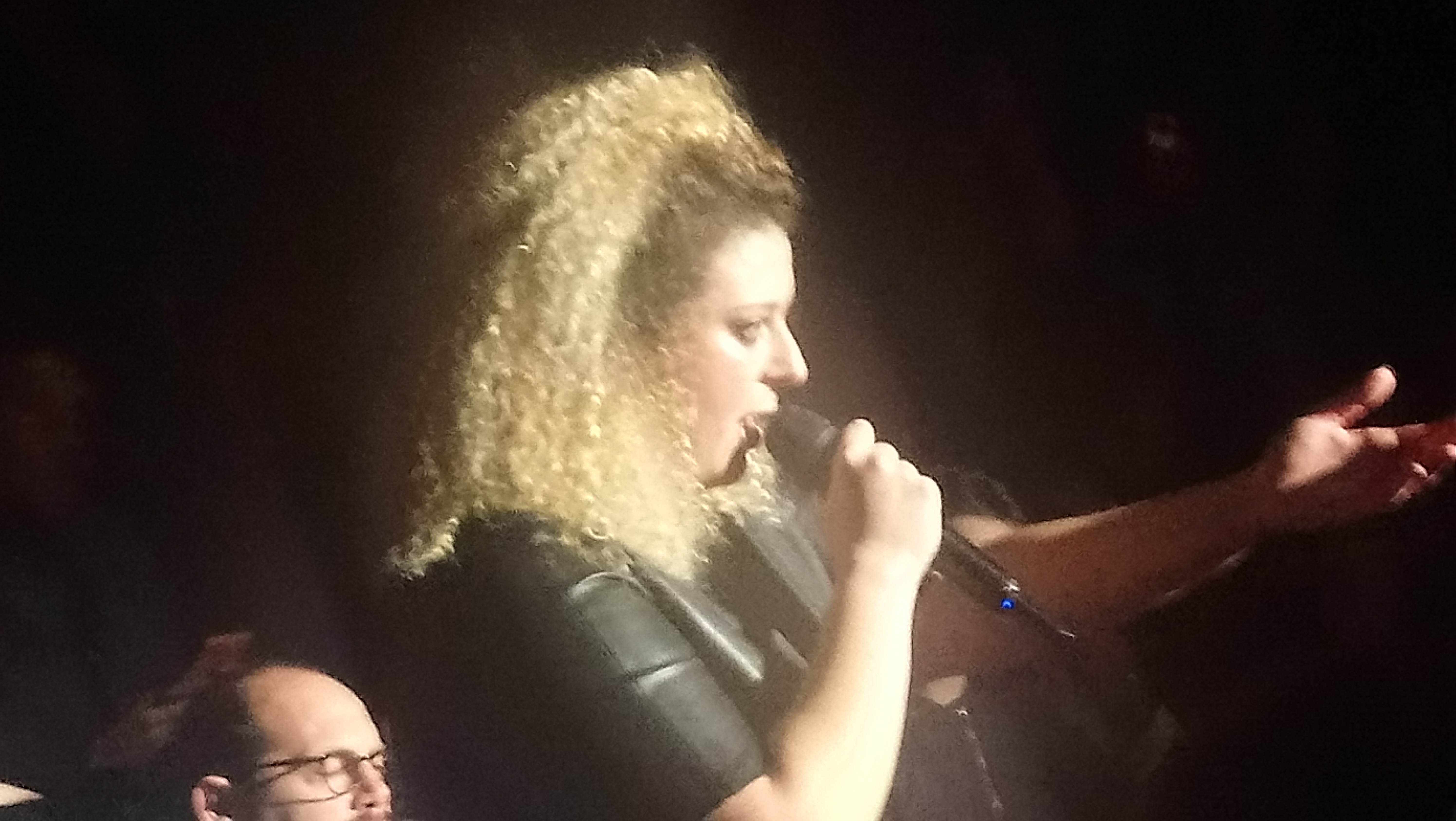
Mylène Madrias.
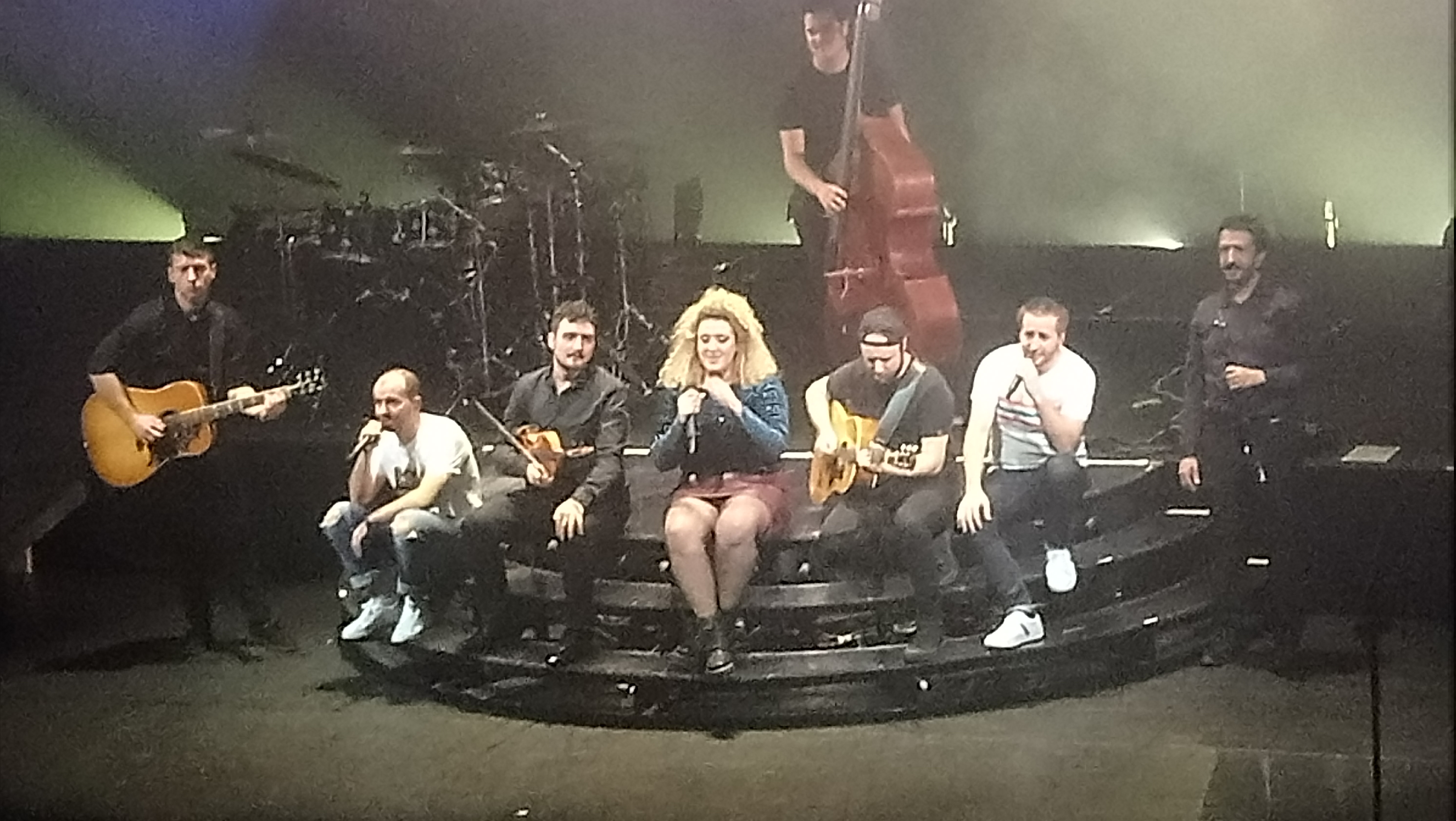
Jamais deux sans trois.

### L'éviction des musiciens
À la suite du succès du groupe, deux musiciens, Nicolas Ferreira, contrebassiste et bassiste, et Sébastien Bugeaud, batteur, qui avaient intégré le groupe en 2016, sont évincés en octobre 2018. Les deux intéressés ont fait part de leur déception en communiquant via les réseaux sociaux.

« La page Trois Cafés se tourne pour moi. Sachez que cette décision ne tient malheureusement pas que de moi. »

— Sebastien Bugeaud

« Depuis une semaine, on nous demande de justifier notre place en tant que membres des "Trois cafés gourmands". A priori, je ne suis plus cette "saveur gourmande musicale" que j'ai été pendant plus de deux ans. Je ne suis plus à la hauteur des attentes des "professionnels" de la musique, qui n'ont, peut-être, jamais mis un seul pied sur scène […] L'amateurisme qui nous est reproché est tellement évident… et dire qu'ils ne sont pas "en mesure" d'indiquer les bons accords sur leurs livrets d'albums tels que "Les mots tristes" […]. Aucun remerciement pour les personnes qui les ont construits, pas de photos de "leurs musiciens" qui les ont accompagnés et surtout portés. »

— Nicolas Ferreira
En avril 2019, dans une interview, le groupe Trois Cafés Gourmands a expliqué les raisons qui les ont conduits à évincer les deux musiciens :

« Le groupe existe depuis des années, on l’a créé tous les trois. À un moment donné, on a voulu avoir des musiciens. Puis on a fait le choix de faire les choses différemment. Il se trouve qu’eux ont mal accepté. »

— Mylène Madrias
Le conflit entre les trois chanteurs et leurs musiciens a pris une telle ampleur qu'en juillet 2019, ces derniers ont mis en demeure, par le biais de leurs avocats, le groupe de flouter leur visage sur le clip À nos souvenirs. Un fait inédit dans l'histoire musicale française que relate la presse régionale,, et nationale,,.

### Le deuxième album national
En 2020, après la sortie des deux singles Comme des enfants et On t'emmène, le groupe sort le 9 octobre, un nouvel album intitulé Comme des enfants. Ce second opus sera consacré disque d'or (50.000 exemplaires vendus) en moins de 3 mois.
Une réédition de cet album est sorti le 27 août 2021 avec 5 titres bonus.

### Le troisième album national
Le 25 novembre 2022 sort un nouvel album intitulé La promesse, comportant 12 titres.
Le 26 juin 2023, le groupe annonce qu'il se séparera à l'issue d'une dernière tournée en 2024, Mylène Madrias souhaitant démarrer une carrière solo.

Trois Cafés Gourmands au festival O'Tempo à Boigny-sur-Bionne (Loiret) le 27 août 2023
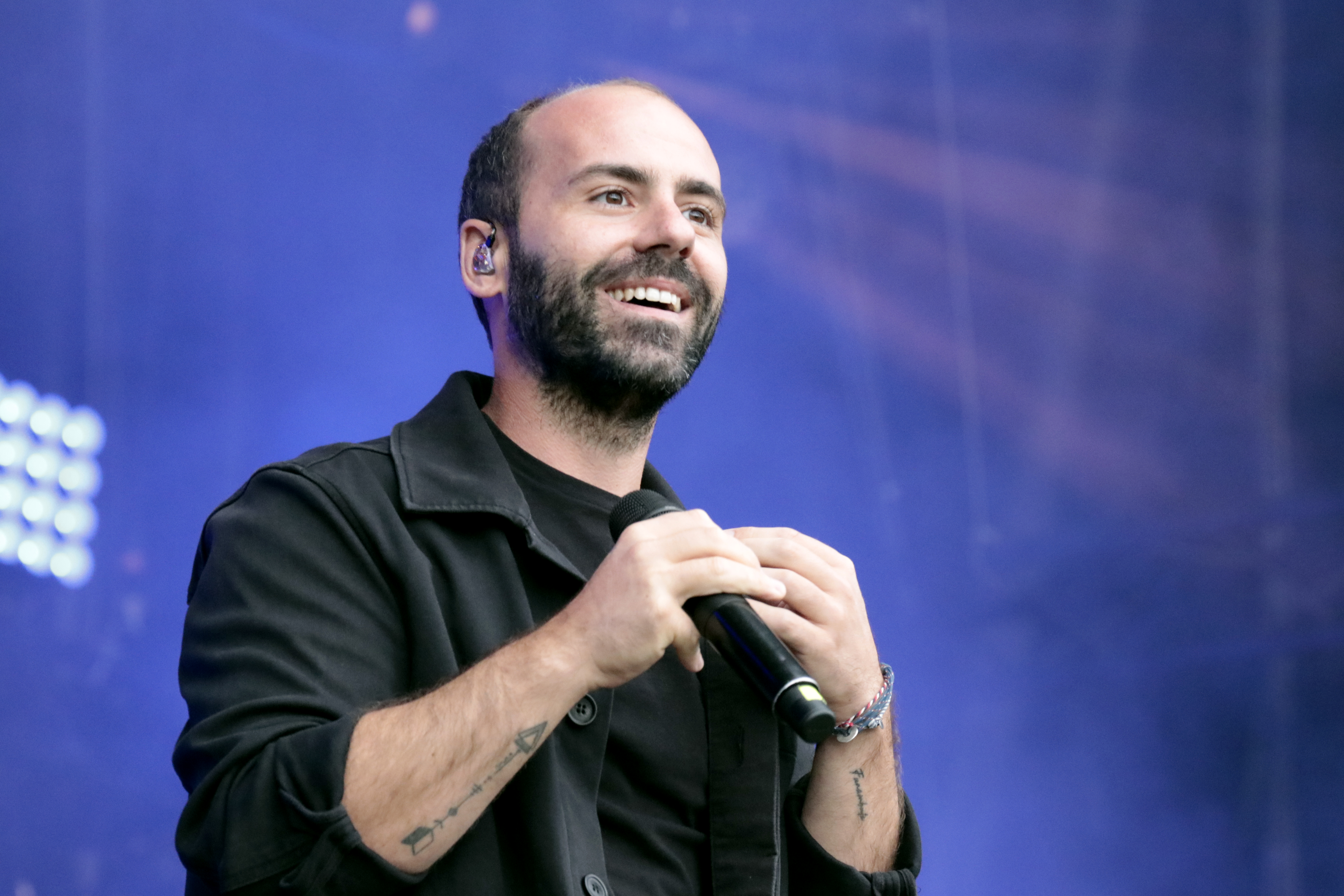
Sébastien Gourseyrol
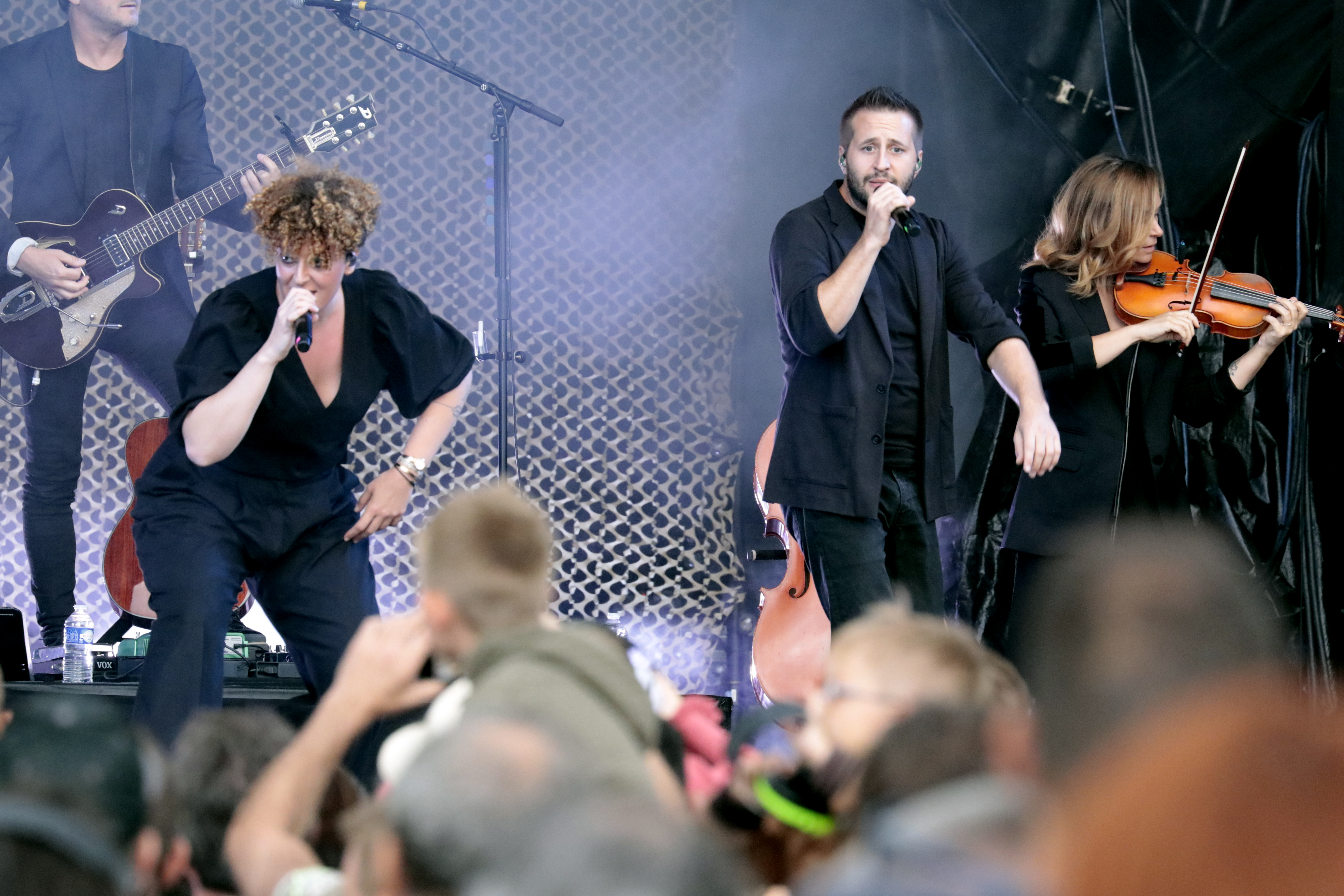
Trois cafés gourmands
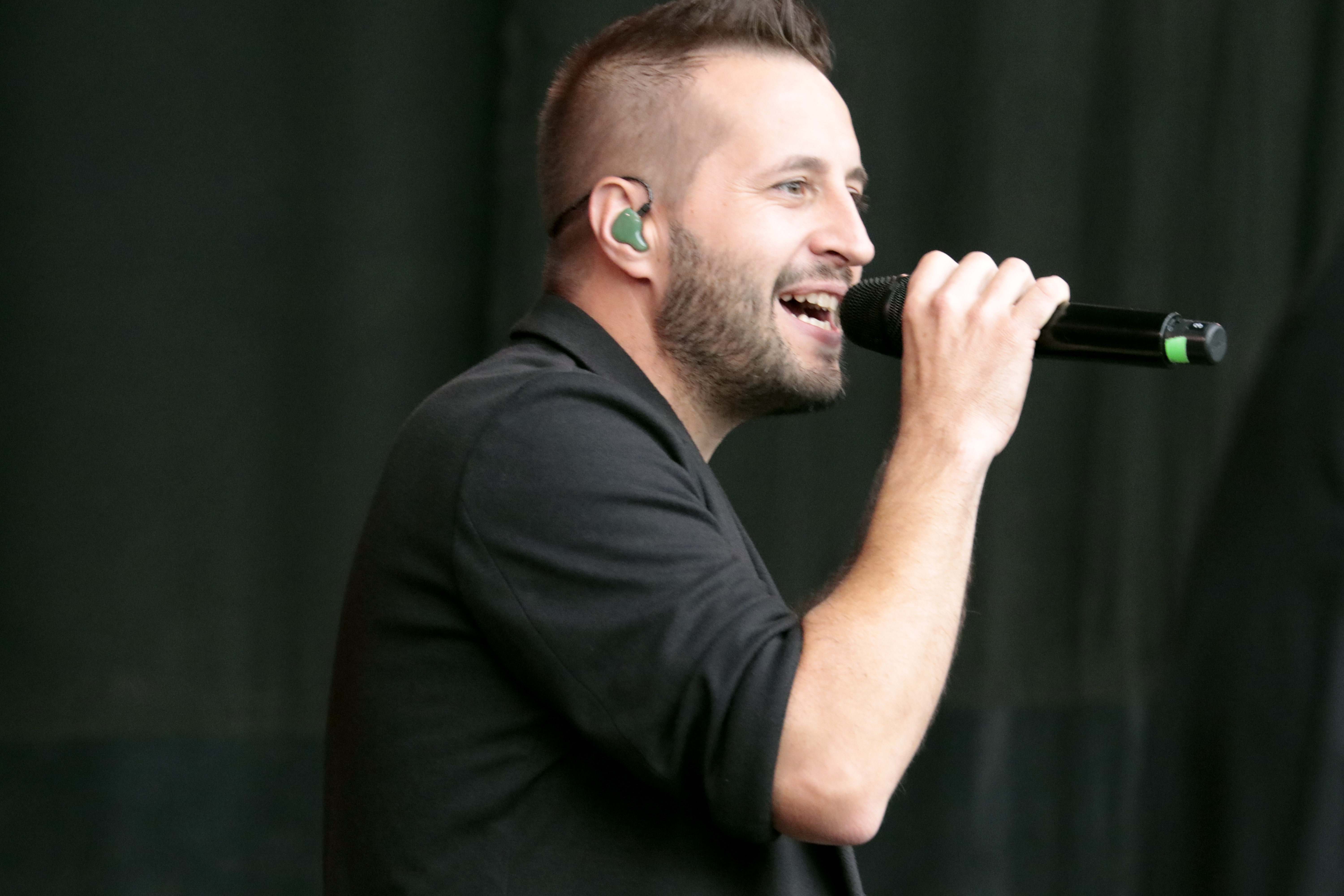
Jérémy Pauly
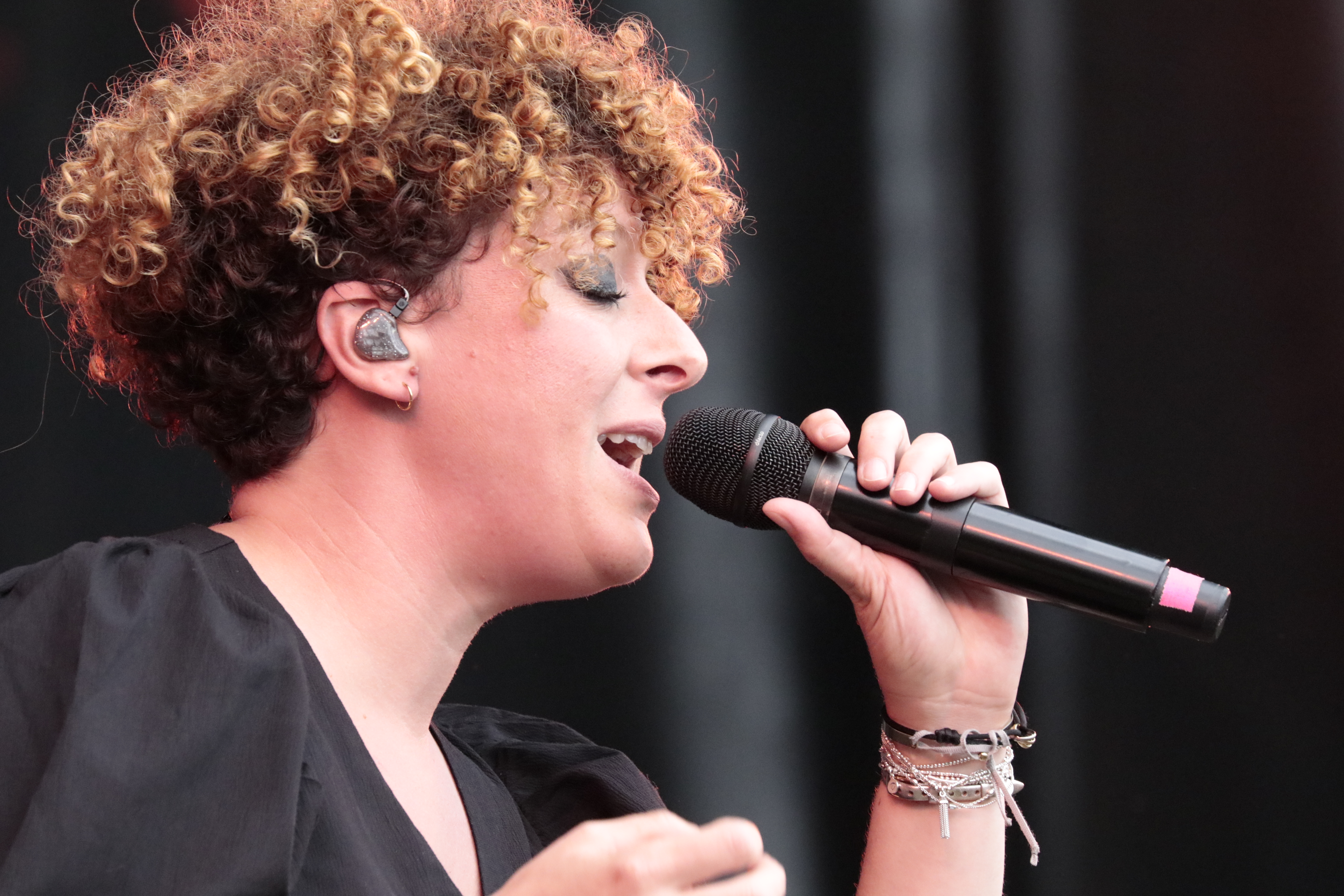
Mylène Madrias.

## Vidéographie
- Juillet 2017 : clip de À nos souvenirs, tourné à Perpezac-le-Blanc[25]; réalisation : Manuel Darrault[50].
- Février 2019 : clip de Évidemment, réalisation Manuel Darrault et Zoé Sabathé[51]
- Juin 2019 : clip de Ainsi va la vie![52], tourné à Limoges : réalisation Hobo et Mojo[53].
- Juin 2020 : clip de Comme des enfants, tourné à Fréjus[54] : réalisation Hobo et Mojo[55]
- Juillet 2020 : clip de On t'emmène : réalisation Hobo et Mojo[56]

## Récompenses
- Septembre 2016 : vainqueur du concours du Jeune Talent du Crédit agricole[8].
- Novembre 2016 : coup de cœur du jury (présidé par Michael Jones) du Tremplin Jeunes Talents au Zénith de Limoges[8].
- Décembre 2017 : le titre À nos souvenirs est élu 12e meilleure chanson de l’année 2017 par la radio nationale Virgin Radio[57]
- Novembre 2018 : l'album Un air de rien est certifié Disque d'Or (50 000 ventes)
- Décembre 2018 : l'album Un air de rien est certifié Disque de Platine (100 000 ventes)[58]
- Janvier 2019 : l'album Un air de rien est certifié Double Disque de Platine (200 000 ventes)[59]
- Août 2019 : l'album Un air de rien est certifié Triple Disque de Platine (300 000 ventes)[39]
- Septembre 2019 : nomination aux NRJ Music Awards dans la catégorie Révélation francophone de l'année[60]
- Décembre 2019 : Olympia Awards dans la catégorie Révélation musicale francophone de l’année[61]
- Décembre 2020 : l'album Comme des enfants est certifié Disque d'Or (50 000 ventes)[62]